# Minden haláli
A Minden haláli (Everything's Eventual: 14 Dark Tales) Stephen King negyedik, 2002-ben megjelent novelláskötete, amely tizennégy írást tartalmaz: három kisregényt és tizenegy novellát. Magyarul először az Európa Könyvkiadónál jelent meg a regény, Müller Bernadett fordításában, 2004-ben.

## Tartalom
- Bevezető: A kihalófélben lévő művészet (Introduction: Practicing the (Almost) Lost Art)
- A négyes boncterem (Autopsy Room Four)
- A fekete öltönyös férfi (The Man in the Black Suit)
- Minden mulandó (All That You Love Will Be Carried Away)
- Jack Hamilton halála (The Death of Jack Hamilton)
- A halálszoba (In the Deathroom)
- Eluria nővérkéi (The Little Sisters of Eluria)
- Minden haláli (Everything's Eventual)
- L. T. elmélete a házikedvencekről (L. T.'s Theory of Pets)
- Az országút vírusa északra tart (The Road Virus Heads North)
- Ebéd a Gotham Caféban (Lunch at the Gotham Café)
- Az érzés, amelynek csak francia neve van (That Feeling, You Can Only Say What It Is in French)
- 1408 (1408)
- A Golyó (Riding the Bullet)
- A szerencsepénz (Luckey Quarter)

## Magyarul
- Minden haláli; ford. Müller Bernadett; Európa, Bp., 2004

## Érdekességek
A Golyó című novella korábban elektronikus formában jelent csak meg az interneten.